# Burg Dhronecken

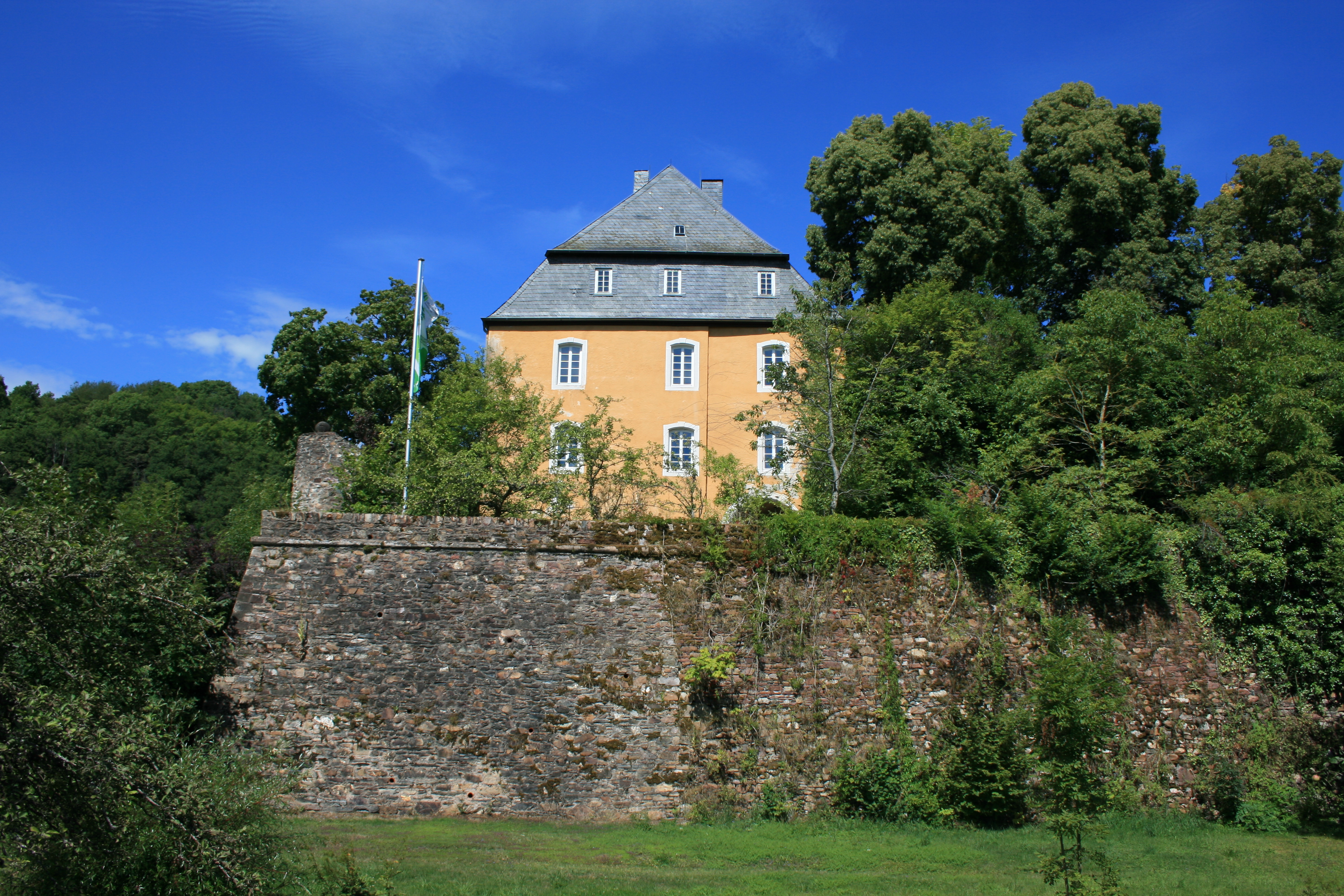
Burg Dhronecken, Südansicht

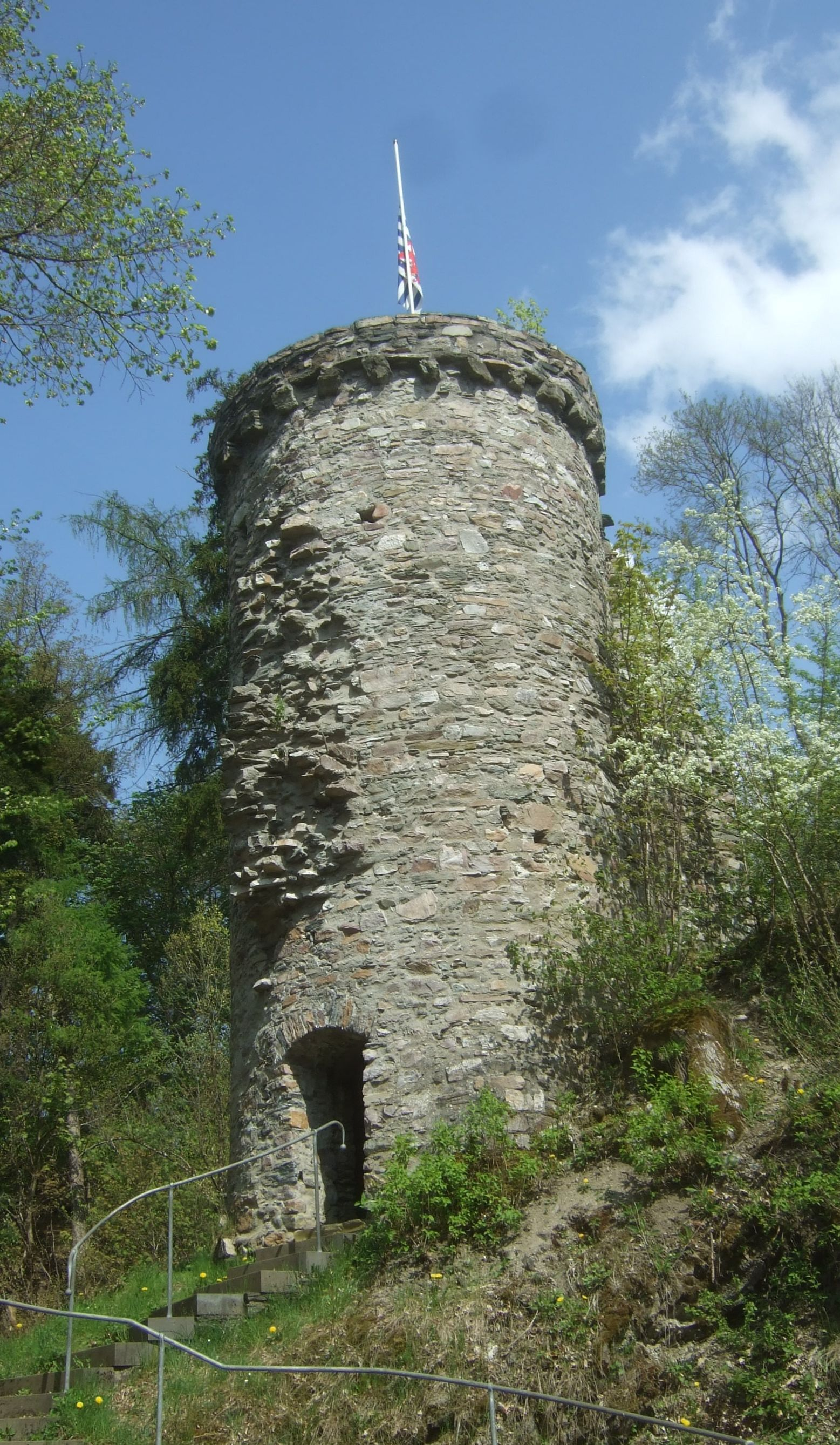
Bergfried

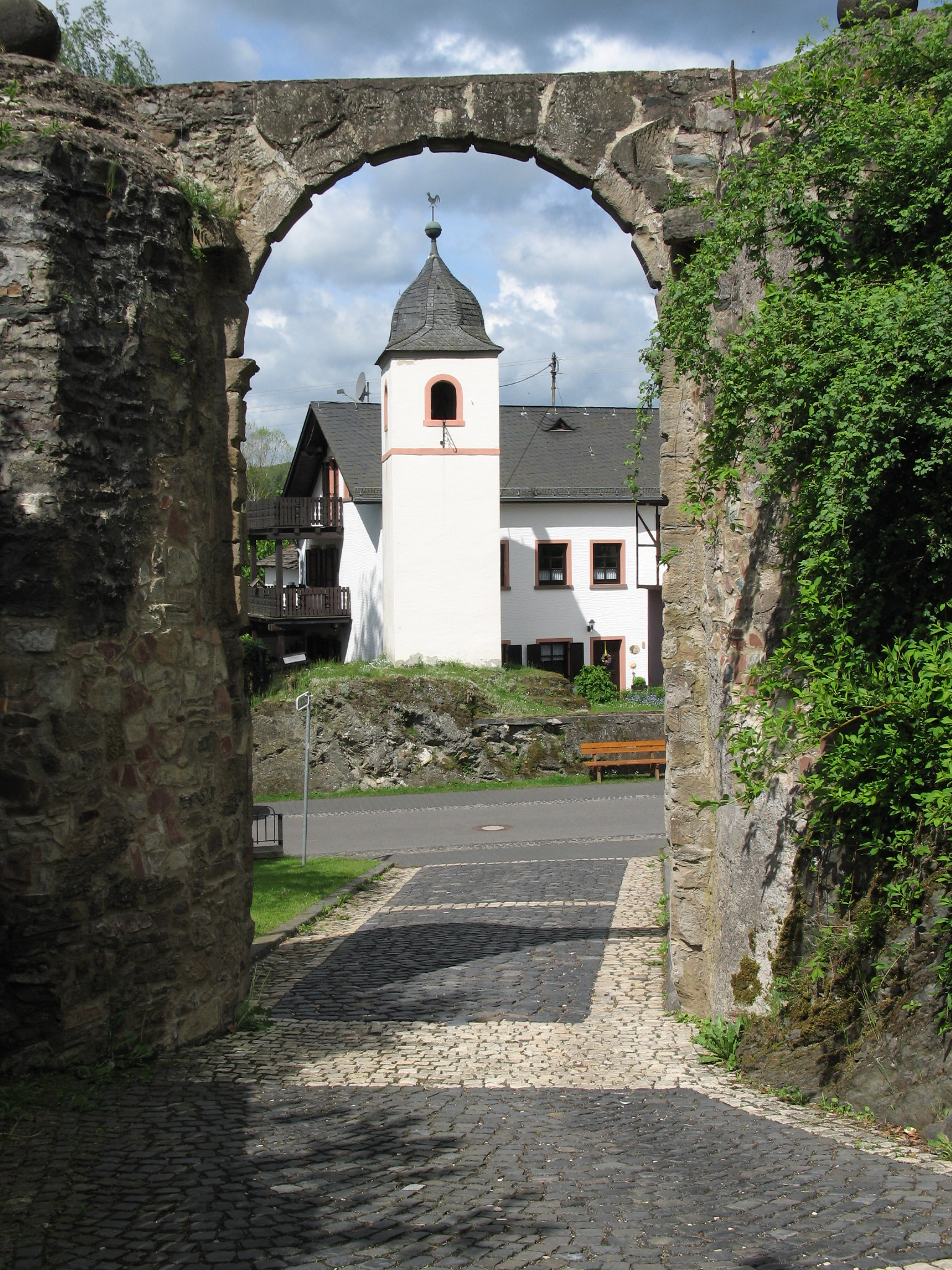
Blick aus dem Tor der Burgruine auf den Glockenturm der Gemeinde

Burg Dhronecken ist eine frühere Burg und heutiges Schloss in der Ortsgemeinde Dhronecken in Rheinland-Pfalz.
Das Forstamt Hochwald hat dort seinen Sitz.

## Geschichte
Um 1300 wird erstmals schriftlich ein Ritter Conrad von Tronecken erwähnt, etwas später die "Feste Troneck", die aber wahrscheinlich viel älter ist. Manchen gilt sie auch als Stammsitz des Helden des Nibelungenliedes Hagen von Tronje. Die Burg in Dhronecken war Verwaltungssitz des Amtes Dhronecken, das auch Mark Thalfang genannt wurde. Ab 1309 diente sie als Altersruhesitz des letzten Templer-Provinzmeisters bzw. Großpriors für Oberdeutschland, Friedrich Wildgraf von Kyrburg. Die wildgräfliche Burg wurde 1403 durch den Trierer Kurfürsten erfolglos belagert. Sie war bis 1798 Wohnsitz des Amtmanns des Wildgrafen. Nach der Zeit der französischen Herrschaft wurde sie im Jahr 1817 Amtssitz eines preußischen Oberförsters. Mehrfach zerstört, durch kölnische, kaiserliche und französische Truppen, schließlich durch ein Erdbeben, sind nur noch Reste vorhanden, ein Eckturm kann aber noch bestiegen werden.
Auf den Fundamenten der alten Burg wurden in der Neuzeit Wirtschaftsgebäude errichtet, auch ein größeres, hochragendes Gebäude, das „Schloss“ genannt, heute als Forstamt genutzt wird. Daneben dient eine Scheune mit Balkengefüge als Bürgerhaus der Gemeinde Dhronecken. Die Schlossgärten sind seit 1985 durchgehend bepflanzt und gepflegt.
Unterhalb der Burg befindet sich ein Naturspielplatz auf beiden Seiten des Thalfanger Baches. Eine Wasserfurt mit Springsteinen, ein im Hang aufsteigender forumartiger Spiel- und Versammlungsort, aus mächtigen Steinblöcken, hölzerne Stege über naturbelassenes sumpfiges Gelände, Spielhäuser, eine Hängebrücke sowie eine Gleitbahn, sie sind erste Attraktionen für Kinder und auch Erwachsene.
Siehe auch: Dhronecken, Kultur und Sehenswürdigkeiten

## Forstamt Hochwald
Das Forstamt Hochwald ist eines von 44 Forstämtern der Landesforsten Rheinland-Pfalz.
Es wurde im Jahr 2015 aus Teilen der ehemaligen Forstämter Hochwald und Dhronecken gebildet und
betreut eine Gesamtwaldfläche von 20.273 Hektar:
- 13.221 Hektar Gemeindewald im Bereich der Verbandsgemeinden Hermeskeil, Ruwer, Schweich, Thalfang und Trier-Land, 3.532 Hektar Staatswald und 3.520 Hektar Privatwald.[3]

Die Forstreviere sind:
- Forstrevier Beuren
- Forstrevier Büdlicherbrück
- Forstrevier Hermeskeil
- Forstrevier Hochwald
- Forstrevier Malborn
- Forstrevier Neunkirchen
- Forstrevier Reinsfeld-Grimburg
- Forstrevier Ruwer-Nord
- Forstrevier Sternfeld
- Forstrevier Thalfang